# Boaz Pash
Boaz Pash (ur. 7 sierpnia 1966 w Jerozolimie) – izraelski rabin, od sierpnia 2006 do października 2012 naczelny rabin Krakowa. Wcześniej pełnił również posługę rabiniczną na Ukrainie, w Brazylii, Indiach i Portugalii.

## Życiorys
Jest absolwentem Joseph Straus Rabbinical Seminary. Ordynację rabinacką otrzymał w jesziwie Heichal HaTorah. Był następnie współzałożycielem i wykładowcą w jesziwie w Maaleh Amos. Zajmuje się Kabałą i filozofią żydowską, jest autorem książki poświęconej naukom i doktrynie kabalistycznej rabina Aschalaga. W 1992 pojechał na Ukrainę, gdzie założył jesziwę w Kijowie, w której również nauczał. Następnie w latach 1994–1998 pracował jako nauczyciel w São Paulo i później w Shavei Israel Center w Aizawl w stanie Mizoram w północnych Indiach. W latach 2004–2006 był rabinem w gminie żydowskiej w Lizbonie.
W sierpniu 2006 jako emisariusz organizacji Shavei Israel przybył do Polski, gdzie objął posadę rabina Gminy Wyznaniowej Żydowskiej w Krakowie. Przysługuje mu tytuł naczelnego rabina Krakowa. Jest czwartym od czasów II wojny światowej rabinem Krakowa. Swoją funkcję pełnił do października 2012. Od tego czasu pełni funkcję koordynatora edukacyjnego Gminy Wyznaniowej Żydowskiej w Warszawie. Jest jednym z członków Rabinatu Rzeczypospolitej Polskiej.
Boaz Pash jest żonaty z Sarą, z którą ma pięciu synów i córkę.

## Publikacje
- 2009 – Szepty krakowskich rabinów. Komentarze do Tory
- 2009 – Modlitwy na cmentarzu i zwyczaje pogrzebowe (wraz z Ewą Gordon)
- 2008 – The Remuh Synagogue and The Old Cemetery Guide
- 2007 – Błogosławieństwa i krótkie modlitwy (wraz z Ewą Gordon)

W 2009 wydał płytę Tobie zaśpiewam (Aszir Lecha), która zawiera 17 utworów w języku hebrajskim, na które składają się szabatowe zemiroty, modlitwy żydowskie oraz kilka psalmów.